# Majjada Tarik Muhammad Murad Abbas
Majjada Tarik Muhammad Murad Abbas (arab. مياده طارق محمد مراد عباس; ur. 2 stycznia 1998) – egipska zapaśniczka walcząca w stylu wolnym. Brązowa medalistka mistrzostw Afryki w 2018. Trzecia na mistrzostwach Afryki juniorów w 2018 roku.